# 993
993 (CMXCIII) fue un año común comenzado en domingo del calendario juliano, en vigor en aquella fecha.

## Acontecimientos
- 4 de julio: la Iglesia canoniza a Ulrico de Augsburgo.
- En el año 992, el Viernes Santo había coincidido con la fecha de la Anunciación de María, y se corrió el rumor de que en ese día había nacido el Anticristo, y por lo tanto el fin del mundo sucedería antes de los tres años.[1][2]

## Nacimientos
- Semuel Ibn Nagrella, poeta y filósofo hispanojudío español.